# Desant NOVJ-a na Korčulu
Desant 26. dalmatinske divizije NOVJ-a na Korčulu 22. – 24. travnja 1944. godine primjer je uspješne primjene partizanskog načina borbe na moru. Njemačka 2. oklopna armija bila je prisiljena da drži brojne međusobno izolirane posade na jadranskim otocima radi zaštite plovnih puteva i sprječavanja operacija NOVJ-a i saveznika. Te njemačke posade predstavljale su privlačne mete za iznenadne prepade. Desant na Korčulu bio je najuspješniji prepad te vrste u kojem su postrojbe NOVJ-a uspjele zavarati i iznenaditi neprijatelja, nanijele mu znatne gubitke, zaplijenile značajnu količinu ratnog materijala i po okončanju akcije sigurno se vratile u baze.
Ova akcija također je imala značaj revanša za težak poraz koji su te iste njemačke snage nanijele 26. diviziji na Korčuli tijekom operacije „Jesenji pljusak II" (Herbstgewitter II) 22. – 26. prosinca 1943. godine.

## Plan napada
Planom akcije bilo je predviđeno da se tijekom noći 22./23. travnja jedinice predviđene za akciju prebace brodovima s Visa i pod zaštitom mraka neprimjećene od neprijatelja iskrcaju na dva suprotna kraja otoka, sjevernom i južnom. Nakon uništenja lokalnih neprijateljskih otpornih točaka, obje grupe trebale su usmjeriti napredovanje prema središnjem neprijateljskom utvrđenom položaju u okolini mjesta Blata, koje dominira otokom. Obje skupine trebale su koncentričnim zajedničkim napadom likvidirati ovo neprijateljsko glavno utvrđenje, a zatim da uništiti neprijateljske instalacije, prikupiti plijen i zarobljenike, i povući se u baze.
Da bi osigurao uspjeh akcije, štab 26. divizije (zapovjednik: pukovnik Božo Božović) planirao je da tijekom 21. travnja izvesti s tri svoja bataljuna demonstrativni napad na njemačke položaje na Mljetu, s ciljem navođenja štaba 118. lovačke divizije da angažira svoju pokretnu rezervu u tom pravcu, sprječavajući tako njezino angažiranje na Korčuli.

## Suprotstavljene snage
Korčulu su branili dijelovi 118. njemačke lovačke divizije: 1. i 2. bataljun 750. puka, kao i dvije baterije 668. artiljerijske divizije, ukupno oko 1600 vojnika.
Za izvršenje desanta i likvidaciju neprijateljskih uporišta na zapadnoj polovini otoka Korčule bile su određene sljedeće jedinice 26. divizije: Prva dalmatinska brigada, bez jednog bataljuna, dva bataljuna Jedanaeste i dva bataljuna i minobacačka četa Dvanaeste dalmatinske brigade i jedna brdska baterija 75 mm (četiri oruđa) — svega šest bataljuna, jedna baterija i dvije minobacačke čete, ukupno oko 1800 vojnika. Radi istovremenog i obuhvatnog napada na neprijateljska uporišta u Blatu i Veloj Luci, jedinice su bile podijeljene na dvije napadne kolone, na južnu i sjevernu. Južnom kolonom zapovjedao je zapovjednik Prve dalmatinske brigade Bogdan Stupar, a sjevernom Borko Arsenić, zapovjednik Jedanaeste dalmatinske brigade.
Štab Četvrtog pomorskog obalnog sektora odredio je za prevoženje jedinica sjeverne kolone šest transportnih brodova (motornih jedrenjaka), osam leuta i jedan sanitetski brod. Za neposredno osiguranje transportnog konvoja bila su određena dva naoružana broda (NB-3 i NG-4) Mornarice NOVJ-a. Zapovjednik transporta bio je časnik mornarice kapetan Jože Vrtočnik.

## Tijek akcije
Varka partizanskog štaba u potpunosti je uspjela. Tijekom noći 20./21. travnja dva bataljuna 11. dalmatinske brigade i jedan bataljun 1. dalmatinske brigade bili su prebačeni s Lastova na Mljet, gdje su izveli napad na njemačku posadu od oko 200 vojnika. U noći između 21. i 22. travnja stožer njemačke 118. lovačke divizije poslao je svoju rezervu s Pelješca u pomoć napadnutoj četi na Mljetu. U isto vrijeme, dok su njemačka pojačanja putovala prema Mljetu, glavna partizanska operativna grupa prebacivala se s Visa na Korčulu. Iskrcavanje jedinica bilo je završeno do 5 sati 22. travnja.
Južnu napadnu kolonu činili su 1. i 4. bataljun 1. dalmatinske brigade, dva bataljuna 11. dalmatinske brigade i brdska baterija 75 mm, ukupno četiri bataljuna. Sjevernu napadnu kolonu činili su: 12. dalmatinska brigada bez dva bataljuna i 4. bataljun 1. dalmatinske brigade, ukupno tri bataljuna.
Napad je, zbog prikupljanja i koncentracije jedinica, umjesto u 6:30, počeo s izvjesnim zakašnjenjem, u 8:00. Zahvaljujući magli, jedinice su se uspjele neopaženo privući na jurišno odstojanje od neprijatelja, i prve otporne točke bile su osvojene nakon prvog juriša. Tijekom dana bili su postignuti planirani ciljevi: likvidirana je vanjska obrana neprijateljskog uporišta Blato, osim kote 181, bila je zaplijenjena neprijateljska baterija i likvidirano neprijateljsko uporište u Veloj Luci. U 23:00 započeo je koncentričan napad glavnih snaga obje kolone na uporište Blato. Manjim snagama bile su blokirane neprijateljske snage na istočnoj strani otoka.
Međutim, neprijateljske snage su se uporno branile iz dobro utvrđenog uporišta, zaštićene sustavom bunkera i minskih polja s organiziranom mitraljeskom i artiljerijskom vatrom. Osobito su bile dobro utvrđene kote Sv. Vito i Gospe od zdravlja. Nijemci su nastojali upornom obranom odbiti napade i što duže se održati nadajući se u dolazak pojačanja. Tijekom noći svi napadi bili su odbijeni.
Odlučujući napad bio je pokrenut 23. travnja u 11:00 prijepodne. Dalmatinske jedinice nastupale su metodično, artiljerijskom i minobacačkom vatrom iz prve linije pružajući podršku pješadiji i uništavajući neprijateljska uporišta. Posljednji otpor Nijemaca bio je slomljen oko četiri sata poslijepodne. Tijekom sljedećeg dana i noći jedinice 26. divizije evakuirale su zarobljenike i plijen i prebacile se natrag na Vis.

## Rezultat akcije
Jedinice 26. divizije demonstrirale su neprijatelju sposobnost da unište bilo koju njegovu pojedinačnu otpornu točku na Jadranu i time ga prisilile na stratešku defenzivu, još veće okupljanje trupa i intenzivniji obrambeni angažman.
Uspjeh akcije bio je značajan: Na Korčuli je neprijatelj imao 297 mrtvih i 439 zarobljenih vojnika, časnika i podčasnika. Bile su zaplijenjene su četiri haubice 75 mm, četiri protutenkovska topa, 10 teških mitraljeza, 26 šaraca, pet minobacača 81 mm, pet lakih bacača i veliki broj pješadijskog naoružanja. Pored toga, u diverziji na Mljetu Nijemci su imali 96 poginulih i 46 zarobljenih.
U borbi za neprijateljsko uporište Blato 1. dalmatinska brigada, pored ostalih gubitaka, izgubila je zapovjednika 2. bataljuna Marka Lagatora. O njegovoj pogibiji zapovjednik brigade u svom je izvještaju napisao: „Marko je poginuo herojskom smrću vodeći svoj bataljun u juriš." Također su poginuli zamjenik političkog komesara bataljuna Ivan Pivac i zamjenik zapovjednika bataljuna kapetan kraljevske jugoslovenske vojske Mile Marković.
Jedinice koje su sudjelovale u akciji pohvaljene se naređenjem vrhovnog zapovjednika maršala Tita 28. travnja 1944. godine.
Saveznički Zapovjednik Sredozemlja general Henry Maitland Wilson uputio je povodom ove akcije maršalu Titu sljedeću depešu:
Tijekom sljedećih mjeseci 26. divizija izvela je sličan prepad na Šoltu i Hvar i dva prepada na Brač i veći broj manjih akcija, samostalno ili u suradnji sa savezničkim komandosima i mornaricom.

## Vanjske poveznice
- Operacija „Jesenji pljusak II", preuzeto 11. travnja 2014.
- 118. lovačka divizija Wehrmachta, preuzeto 11. travnja 2014.